# 5 Syberyjska Dywizja Strzelecka
5 Syberyjska Dywizja Strzelecka (ros. 5-я Сибирская стрелковая дивизия) – związek taktyczny Armii Imperium Rosyjskiego.
W 1914 wchodziła w skład 1 Syberyjskiego Korpusu Armijnego. Sztab dywizji stacjonował w Berezowce.

## Struktura organizacyjna
Organizacja w 1914
- Dowództwo dywizji (Berezowka)
- 1 Brygada Strzelców (Berezowka)
  - 17 Syberyjski pułk strzelców
  - 18 Syberyjski pułk strzelców
- 2 Brygada Strzelców (Kiachta)
  - 19 Syberyjski pułk strzelców
  - 20 Syberyjski pułk strzelców
- 5 Syberyjska Brygada Artylerii